# Spedale degli Innocenti

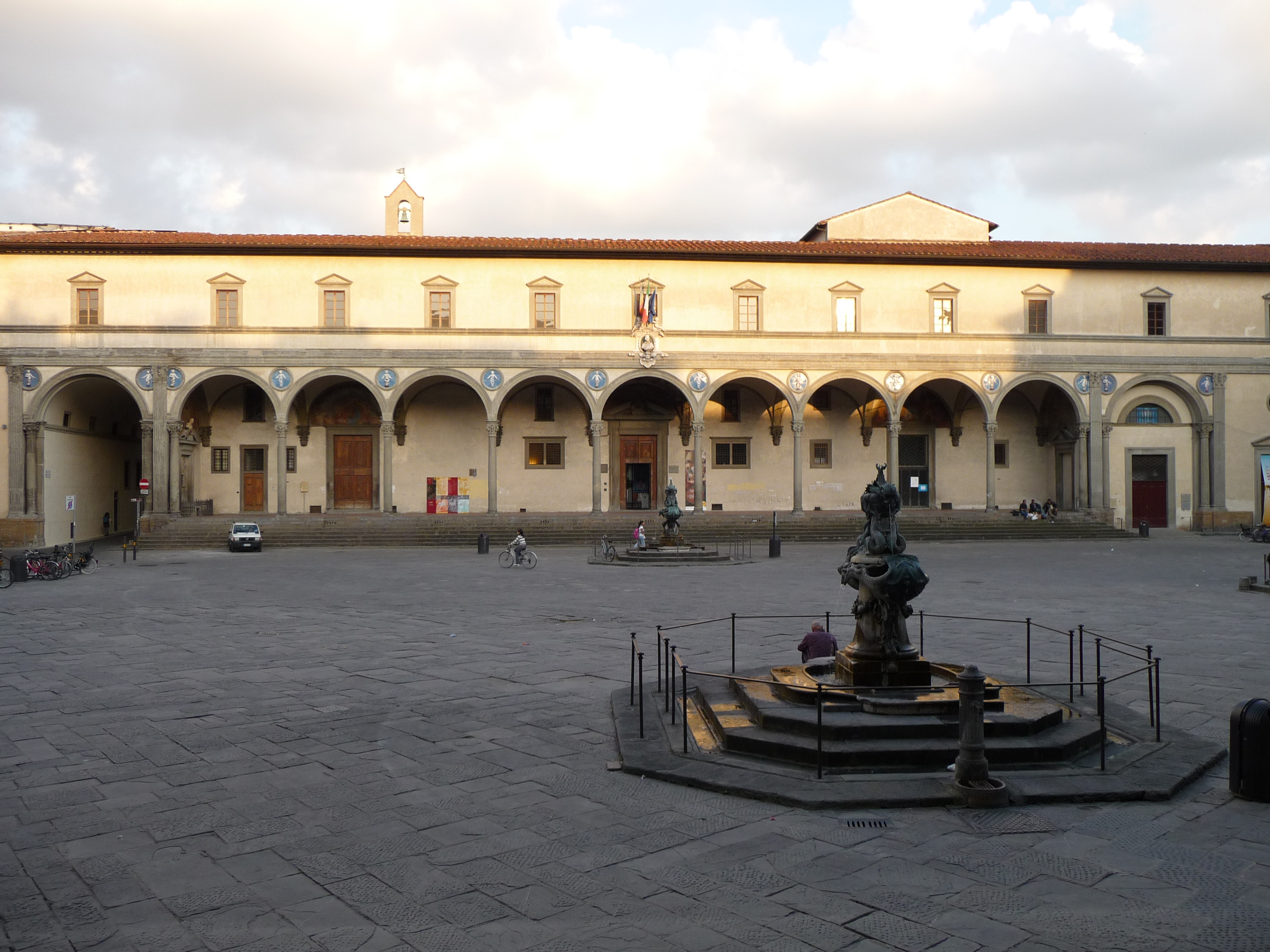
Fachada do Spedale degli Innocenti.

O Spedale degli Innocenti (em português: Hospital dos Inocentes) foi um orfanato em Florença, concebido por Filippo Brunelleschi, que recebeu a encomenda em 1419. É considerado um notável exemplo da arquitetura do primeiro renascimento italiano. O hospital, com uma galeria frente à praça della Santissima Annunziata, foi construído e dirigido pela "Arte della Seta" ("Guilda da Seda") de Florença. Esta guilda era uma das mais ricas da cidade e, como a maior parte das confrarias, assumia obrigações filantrópicas.
No extremo esquerdo do pórtico está a rota, um torno de pedra para meter a criança no edifício sem que se visse o pai. Isto permitia as pessoas abandonarem os seus filhos anonimamente, para que fossem cuidados no orfanato. Este sistema continuou funcionando até o fecho do hospital em 1875. Atualmente o edifício aloja um pequeno museu de arte renascentista.

## História do edifício
O edifício, elevado sobre o nível da praça por uma série de degraus que percorrem toda a fachada, foi construído em várias fases, das quais apenas a primeira (1419-1427) teve a supervisão direta de Brunelleschi . As fases posteriores acrescentaram o cobrimento (1439), mas omitiram as pilastras que parece conceber Brunelleschi, e expandiram o edifício para o sul (1430). O corredor abobadado no vão à esquerda da galeria foi acrescentado também mais tarde. Dado que a galeria foi começada antes de o hospital iniciar-se, o hospital não foi aberto formalmente até 1445.

## Design

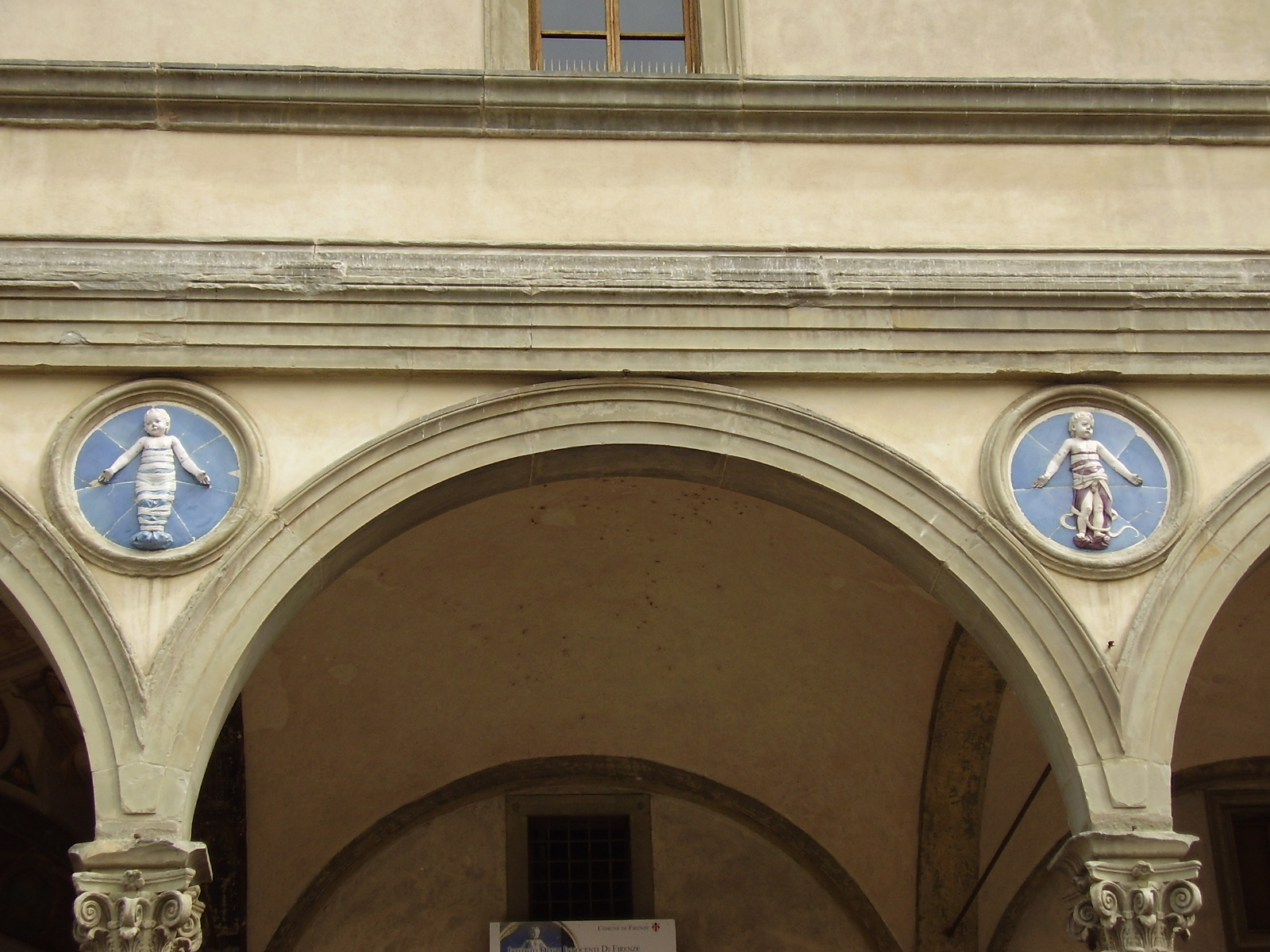
Pormenor da decoração exterior.

O design de Brunelleschi baseou-se tanto na arquitetura da Roma Antiga como na arquitetura gótica tardia. A galeria ou loggia era um tipo de construção bem conhecido, como a Loggia dei Lanzi. Porém, o uso de colunas redondas com capitéis de correição clássica, neste caso de ordem compósita era uma novidade, o mesmo que os arcos circulares e as cúpulas esféricas atrás delas. Os elementos arquitetônicos estavam articulados em pedra cinzenta que se destaca contra o alvo das paredes. Este motivo chegou-se a conhecer como pietra serena (significa "pedra obscura"). Também era novidade a lógica proporcional. A altura das colunas, por exemplo, não é arbitrária; se se traça uma linha horizontal ao longo do alto das colunas, cria-se um quadrado com a altura da coluna e da distância de uma coluna à seguinte. Esta ânsia de regularidade e de ordem geométrica tornar-se-ia num elemento importante na arquitetura renascentista.

## Ostondi
Em cima de cada coluna há um tondo cerâmico. Pretendeu-se originariamente por Brunelleschi que fossem concavidades vazias, mas por volta de 1490 encomendaram a Andrea della Robbia que as enchesse. O design representa crianças em fraldas sobre fundo azul, indicativo do torno no qual se podiam deixar as crianças. Ficam alguns tondi originais, outros são cópias do século XIX.
A insígnia da Academia Americana de Pediatria baseia-se num destes tondi.
Dentro do edifício há dois claustros. Numa galeria superior há terracotas de Della Robbia e pinturas de Botticelli, Piero di Cosimo e Domenico Ghirlandaio, sendo possivelmente as obras mais destacadas:
- Virgem com o Menino e anjo de Botticelli.
- Casamento místico de Santa Catarina de Alexandria (1493) de Piero di Cosimo.
- Adoração dos Reis, de Ghirlandaio.